# Drnovice (district de Zlín)
Pour les articles homonymes, voir Drnovice.
Drnovice (en allemand : Drnowitz) est une commune du district et de la région de Zlín, en Tchéquie. Sa population s'élevait à 431 habitants en 2020.

## Géographie
Drnovice se trouve à 6 km au nord-ouest de Valašské Klobouky, à 23 km à l'est-sud-est de Zlín, à 99 km à l'est de Brno et à 273 km au sud-est de Prague.
La commune est limitée par Bratřejov et Pozděchov au nord, par Tichov à l'est, par Valašské Klobouky et Vlachova Lhota au sud, et par Újezd à l'ouest.

## Histoire
La première mention écrite du village date de 1261.

## Transports
Par la route, Drnovice trouve à 9 km de Valašské Klobouky, à 28 km de Zlín, à 122 km de Brno et à 330 km de Prague.